# Fungiacyathus fragilis
Espèce
Statut CITES
Fungiacyathus fragilis est une espèce de coraux appartenant à la famille des Fungiacyathidae.